# Gadna (Izrael)

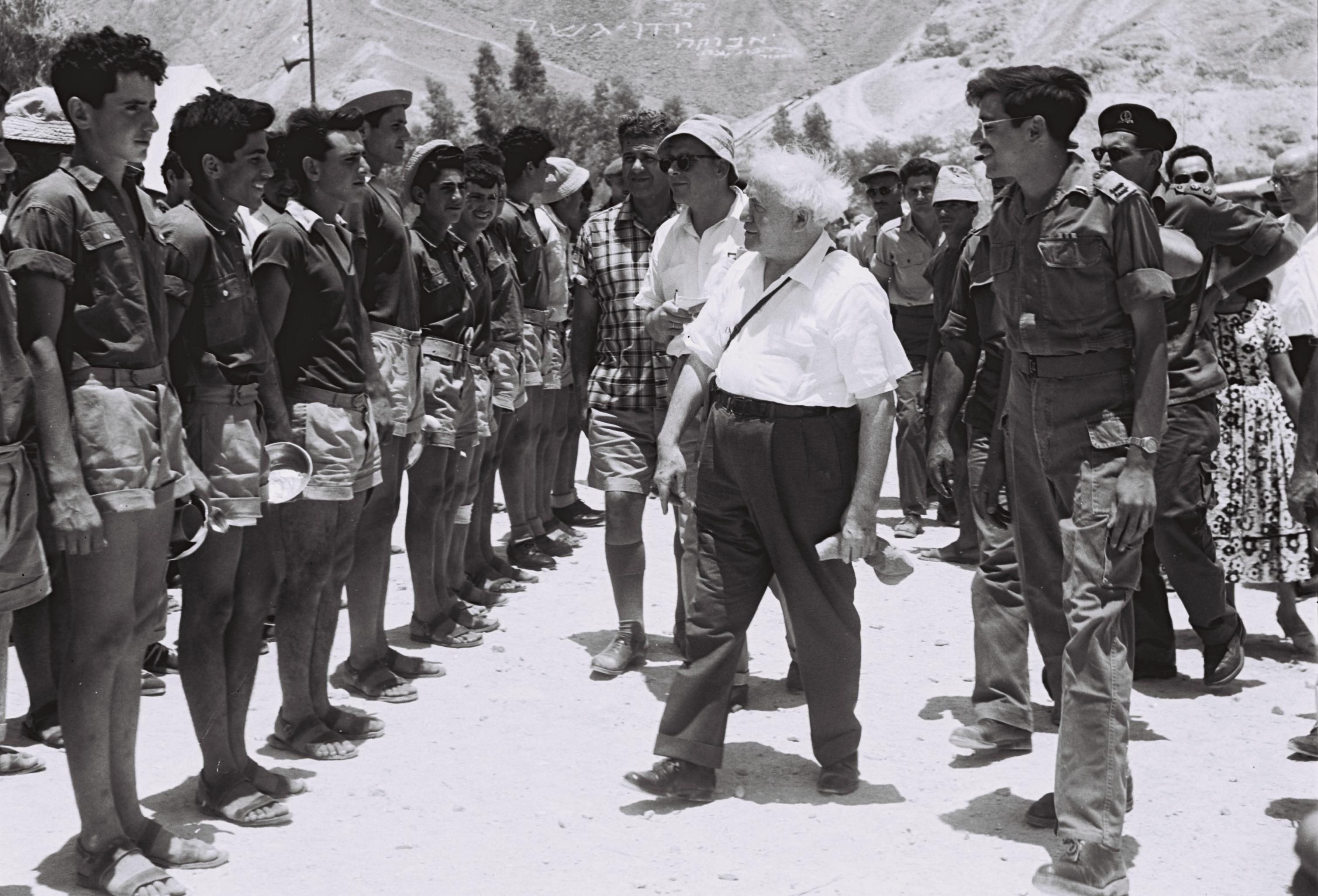
Premiér David Ben Gurion během návštěvy tábora Be'er Ora

Gadna (hebrejsky: גדנ"ע, zkrácenina Gdudej No'ar, hebrejsky: גדודי נוער) je izraelský vojenský program, který připravuje mládež na povinnou vojenskou službu v Izraelských obranných silách (IOS). Týdenní program, který připravuje mládež v oblasti disciplíny a základního výcviku, vedou vojáci z pěchotní brigády Nachal. Každoročně se jej zúčastní na 19 tisíc mladých Izraelců a řada mladých lidí ze zahraničí.

## Historie

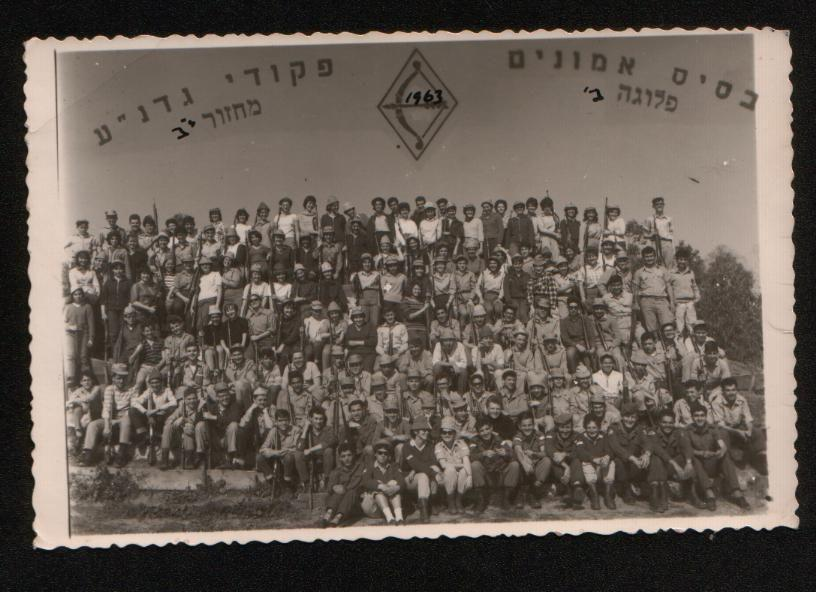
Fotografie účastníků programu z roku 1963

Program Gadna vznikl před vyhlášením izraelské nezávislosti v květnu 1948. Jeho účastníci původně zastávali nejrůznější úkoly a aktivně se zapojovali do izraelské války za nezávislost, a to především na jeruzalémské frontě.

## Insignie
Velitelé, seržanti a důstojníci programu Gadna nosí zelené barety pěchotní brigády Nachal, avšak bez odznaků a nárameníků této brigády. Namísto toho mají odznaky a nárameníky Sborů pro vzdělání a mládež (Education and Youth Corps).

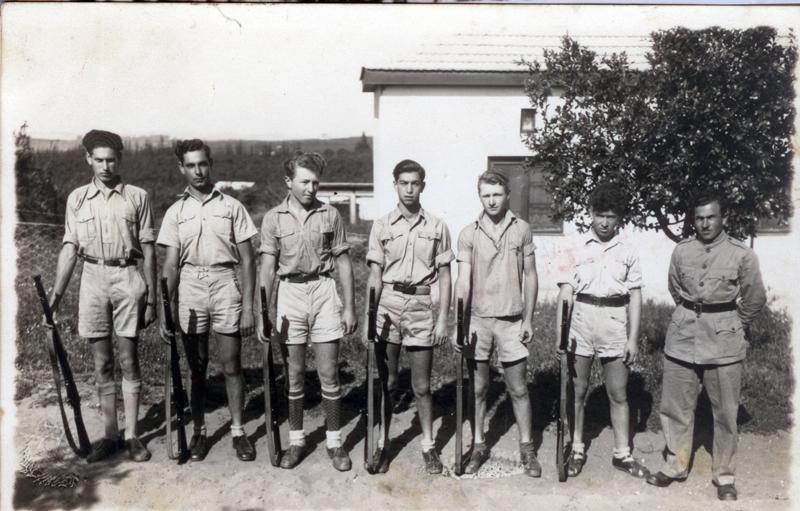
Skupina účastníků programu Gadna pod vedením Eliezera Mendy, 2. polovina 40. let

Součástí stejnokroje velitelů programu je hnědá spletená tkanice vedoucí z levého nárameníku ke klopě svrchního oděvu. Účastníkům Gadny jsou přiděleny uniformy, skládající se buď z pracovních či „B“ uniformních kalhot a trika, dále vojenský pásek, jídelní miska a polní lahev. Mimo to obdrží po příjezdu čepice, které musí nosit za všech okolností. Dívky musí mít svázané vlasy.
Během týdenního programu žijí jeho účastníci buď ve vojenských stanech či barácích a jsou organizováni do družstev. Každé družstvo má dva vůdce, které vybírá velitel základny.

## Struktura
Program Gadna je podřízen divizi Magen spadající pod Sbory pro vzdělání a mládež.

### Základny
Během let probíhal program Gadna v řadě základen. K roku 2008 však byly v provozu pouze tři následující:
- základna Sde Boker, v Negevské poušti (největší)
- základna Calmon, v Dolní Galileji
- základna Joara, náhorní plošina Ramat Menaše (nejmenší)

## Život vGadně

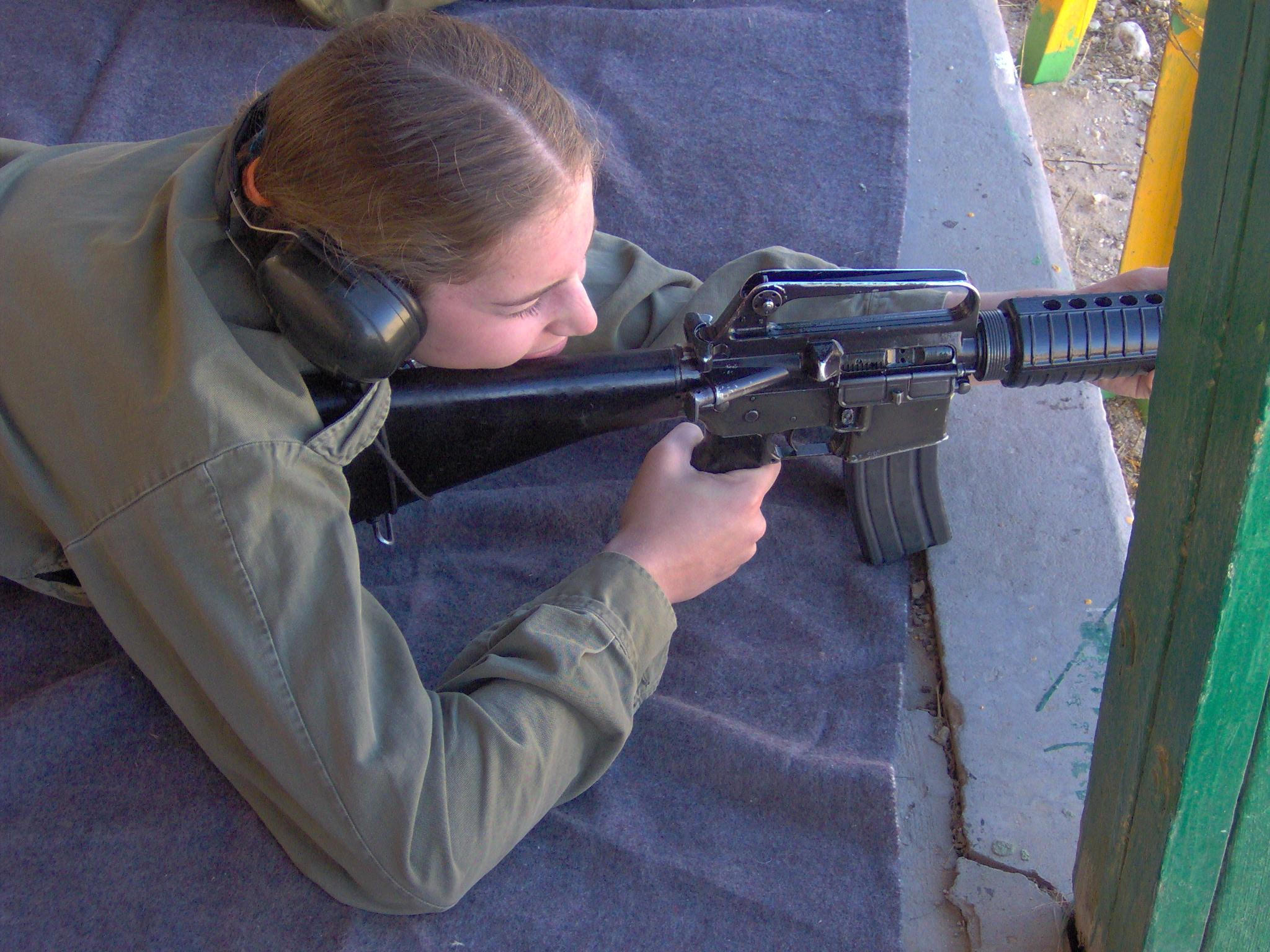
Dívka z programu Gadna nacvičuje s útočnou puškou M16

Během týdenního programu procházejí zahraniční i izraelští účastníci Gadny přibližně stejným výcvikovým programem. Program izraelské mládeže je však v některých ohledech delší a náročnější, a to v rámci přípravy na službu u IOS. Účastníci programu vstávají v časných ranních hodinách a chodí spát pozdě večer. Během výcviku se u čí o zbraních a naučí se rozebrat, vyčistit a zacházet s útočnou puškou M16. Rovněž procházejí fyzickým tréninkem a základním vštěpováním názorů (indoktrinace). Učí se o historii izraelské armády a o jejích velkých bitvách a hrdinských činech. Účastníci programu se rovněž podílejí na provozu základny, včetně například čištění podlah a prací v kuchyni. Naučí se také střílet ze své zbraně a jdou na krátký „nucený“ pochod (nucené pochody v plné výzbroji jsou běžné u všech pěších jednotek IOS).

## Kontroverze
Přestože byl program Gadna některými izraelskými pedagogy a profesory kritizován jako „přílišně militaristický,“ Sbory pro vzdělání a mládež připravily program, založený na militarističtějších a bojovějších hodnotách zařazených do průběhu programu, u kterého bude naopak kladen menší důraz na fyzický aspekt.